# Линденер, Владимир Богданович
Владимир Богданович Линденер (Линдинер) (1825—1876) — генерал-майор, наказной атаман Астраханского казачьего войска.

## Биография
Происходил из дворян Херсонской губернии. Родился 21 января (2 февраля) 1825 года в семье командира 1-й бригады Бугской уланской дивизии генерал-майора Богдана Фёдоровича фон Линденера (ок. 1784 — после 1828) и его жены Екатерины Гавриловны (урождённая Зимина). Восприемником при крещении в Петропавловской православной церкви г. Вознесенска 15 июня был генерал-майор Иван Осипович Трощинский. Богдан Фёдорович был внуком Фёдора Ивановича Линденера.
Воспитание получил в частном учебном заведении, по окончании которого в 1842 году поступил на службу в Новомиргородский уланский полк унтер-офицером.
Был произведён 17 февраля 1845 года в корнеты. Принимал участие в Венгерском походе. По окончании войны был произведён в поручики, назначен полковым адъютантом. В 1851 году за отличие по службе был произведён в штабс-ротмистры; в следующем году назначен старшим адъютантом штаба резервной уланской дивизии, в рядах которой участвовал в Крымской кампании 1854—1855 гг.; по прекращении военных действий возвратился в Херсонскую губернию и за упразднением резервной уланской дивизии был переведён в Рижский драгунский полк, с переименованием в капитаны.
В 1857 году Линдинер был назначен в управление иррегулярных войск исправляющим должность начальника инспекторского отделения и в 1865 году был произведён в полковники. После преобразования управления иррегулярных войск в 1867 году он был переведён в главное управление тех же войск и назначен начальником отделения, в 1873 году произведён в генерал-майоры.
В конце 1875 года, 25 декабря, был назначен наказным атаманом Астраханского казачьего войска и через неделю, ещё не приехав в Астрахань, внезапно умер — 1 января 1876 года (Русский биографический словарь А. А. Половцова указывает датой смерти 17 января 1876 года).
В браке В. Б. Линденер никогда не состоял.